# Working Designs
Working Designs è stata un'azienda produttrice di videogiochi. Fondata nel 1986 a Redding, in California da Todd Mark e Sylvia Schmitt, la società è nota per aver distribuito in America settentrionale numerosi titoli giapponesi per TurboGrafx-16, Sega Saturn e PlayStation, tra cui la celebre serie Lunar.
Nel dicembre 2005 l'azienda è stata ufficialmente dichiarata chiusa dal suo presidente, Victor Ireland. Ireland ha in seguito fondato la Gaijinworks.